# Уинчестър (Кънектикът)
Вижте пояснителната страница за други значения на Уинчестър.
Уинчестър (на английски: Winchester) е град в окръг Личфийлд, Кънектикът, Съединени американски щати. Населението му е 10 739 души (по приблизителна оценка от 2017 г.).
В Уинчестър е роден политикът Ралф Нейдър (р. 1934).